# Usina Hidrelétrica Curuá-Una
2° 49' 11.49" S 54° 17' 56.64" O
A Usina Hidrelétrica Curuá-Una (oficialmente UHE Silvio Braga) é usina hidroelétrica localizada no Rio Curuá-Una, na Cachoeira do Palhão, a 70 km a sudeste de Santarém e cerca de 850 km de Belém, no estado do Pará.
Ela é uma das hidrelétricas que contribuem para o abastecimento da região oeste do Pará, em especial ás cidades de Santarém, Mojuí dos Campos e Aveiro. É interligada ao Sistema Interligado Nacional através da "Tramoeste Tucuruí", que dá segurança elétrica aos municípios abastecidos por Curuá-Una, visto que esta está, desde a década de 1990, aquém da demanda regional, tendo inclusive deixado a cidade de Santarém no escuro em 1997.
Tem potência de 30,3 MW e uma área de 72 km² e é mantida e operada pela ELETRONORTE S/A.

## Histórico
Em 1952 foram feitos os primeiros estudos para a construção de uma usina de 4MW para abastecer a região de Santarém, com sondagens no terreno a partir de 1962.
Em 1966 ocorreu a primeira adequação, modificando o projeto de 4MW para 40MW, devido ao crescente da demanda elétrica na região de Santarém.
Em 1977 é inaugurada a U.H.E. Curuá-Una com 2 turbinas de 10MW cada.